# Carlo Antonio del Fava
Carlo Antonio del Fava (Umtata, 1º luglio 1981) è un imprenditore, allenatore di rugby ed ex rugbista a 15 italo-sudafricano, in carriera attivo nel ruolo di seconda linea e internazionale per l'Italia; dopo il ritiro è divenuto allenatore degli avanti del Westoe nonché titolare di un'impresa di lavori idraulici nel Tyne and Wear e occasionalmente commentatore rugbistico per la BBC.

## Biografia
Sudafricano di quarta generazione, pronipote di un emigrato lucchese, Del Fava crebbe rugbisticamente in patria nelle giovanili dei Natal Sharks, mettendosi in luce a livello nazionale prima ancora di arrivare alla prima squadra, tanto da guadagnarsi la convocazione nel Sudafrica Under-21.
Nel biennio 2002-03 subì tuttavia una squalifica inflittagli dalla federazione sudafricana a seguito di una riscontrata positività, durante un test antidoping, al testosterone e allo stanozololo, uno steroide anabolizzante; scontata la squalifica fu ingaggiato dal Parma e dopo pochissimo, grazie alla sua cittadinanza italiana, esordì in Nazionale azzurra, nell'ultimo incontro del Sei Nazioni 2004.
Nell'estate 2005 del Fava si trasferì in Francia, al Bourgoin-Jallieu, con il quale disputò due stagioni.
Nel frattempo, il C.T. della Nazionale Berbizier lo convocò tra i 30 azzurri prescelti per la Coppa del Mondo di rugby 2007, dove disputò due dei quattro incontri totali (avversari Portogallo e Scozia).
Dal 2007 al 2009 militò in Celtic League nelle file dell'Ulster, del quale fu anche capitano dal gennaio 2008.
A giugno 2009 giunse il trasferimento al Viadana.
Nel dicembre 2009 dal Fava fu invitato dai Barbarians per il tradizionale incontro di fine tour contro la Nuova Zelanda, vinto dalla formazione britannica a inviti per 25-18.
Con l'ammissione della federazione italiana in Celtic League, del Fava entrò a far parte della franchise degli Aironi, diretta emanazione del Viadana; due stagioni più tardi, dopo la revoca della licenza federale e la conseguente dismissione della squadra, del Fava fu ingaggiato dagli inglesi del Newcastle.
A febbraio 2014, tuttavia, dopo un infortunio di gioco al collo dovette ritirarsi immediatamente dall'attività agonistica per prevenire danni maggiori al proprio fisico.
Pochi mesi più tardi accettò l'incarico di allenatore degli avanti del Westoe, formazione dilettantistica di South Shields nel Tyne and Wear, e nel frattempo avviò la sua attività di piccolo imprenditore idraulico.